# Պ
Pe, o Peh (mayúscula: Պ; minúscula: պ; en armenio: պե, պէ) es la vigésimo sexta letra del alfabeto armenio. 
Tiene un valor numérico de 800. Fue creada por Mesrop Mashtots en el siglo v.
En armenio oriental, representa la parada bilabial sorda (/p/) mientras que en armenio occidental, representa la parada bilabial sonora (/b/).
Su forma minúscula es similar en forma a la velar aproximante sonora (ɰ) y la letra cirílica Cche (Ꚇ ꚇ).

## Códigos informáticos
| Carácter      | Պ                           | Պ                           | պ                         | պ                         |
| ------------- | --------------------------- | --------------------------- | ------------------------- | ------------------------- |
| Unicode       | ARMENIAN CAPITAL LETTER PEH | ARMENIAN CAPITAL LETTER PEH | ARMENIAN SMALL LETTER PEH | ARMENIAN SMALL LETTER PEH |
| Codificación  | decimal                     | hex                         | decimal                   | hex                       |
| Unicode       | 1354                        | U+054A                      | 1402                      | U+057A                    |
| UTF-8         | 213 138                     | D5 8A                       | 213 186                   | D5 BA                     |
| Ref. numérica | &#1354;                     | &#x54A;                     | &#1402;                   | &#x57A;                   |

## Galería

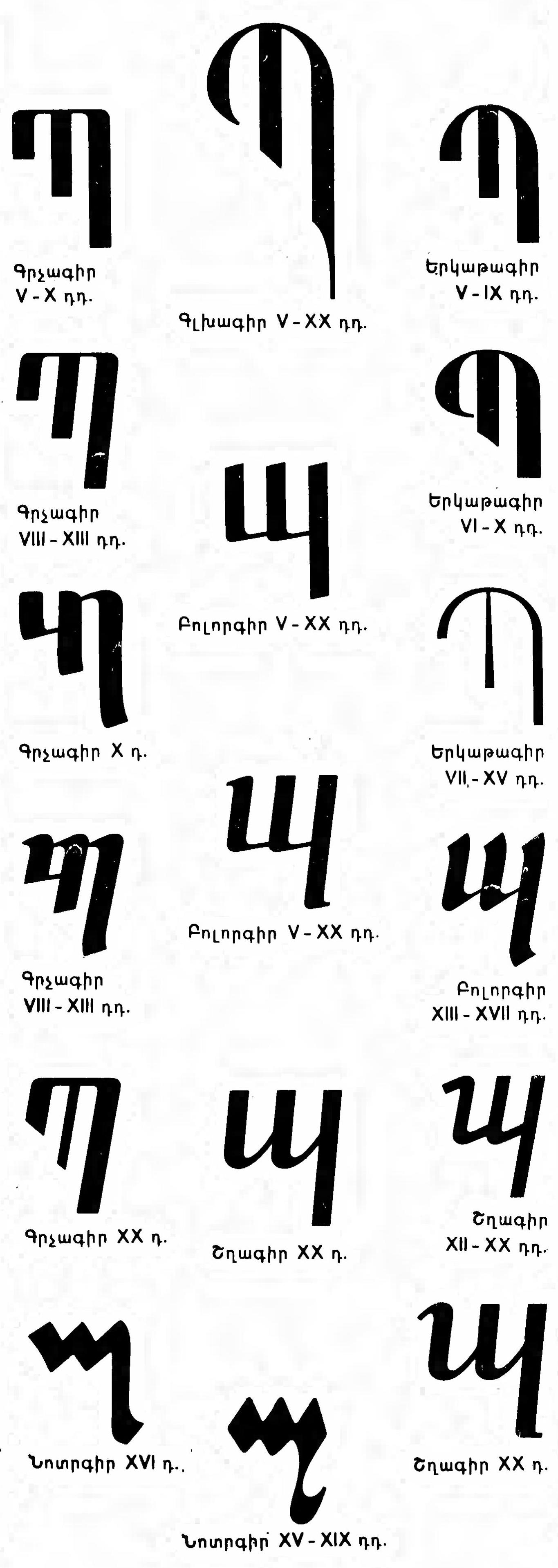
Varias fuentes históricas

Erkat'agir
Grchagir
Bolorgir
Notrgir
Shghagir